# Emilio Sánchez (piłkarz)
Alfonso Emilio Sánchez Castillo (ur. 16 czerwca 1994 w Aguascalientes) – meksykański piłkarz występujący na pozycji środkowego pomocnika, od 2025 roku zawodnik Morelii.